# Corchorus incanus
Corchorus incanus är en malvaväxtart. Corchorus incanus ingår i släktet Corchorus och familjen malvaväxter.

## Underarter
Arten delas in i följande underarter:
- C. i. incanus
- C. i. lithophilus